# Melón
Melón là một đô thị trong tỉnh Ourense, thuộc vùng Galicia ở tây bắc Tây Ban Nha. Dân số 1582 (Spanish 2006 Census) và diện tích 53.22 km².